# برازجان (توجردي)
برازجان (بالفارسية: برازجان) هي قرية تقع في إيران في قسم توجردي الريفي. يقدر عدد سكانها بـ 215 نسمة بحسب إحصاء 2016.